# Igreja de São João Batista (Legnica)

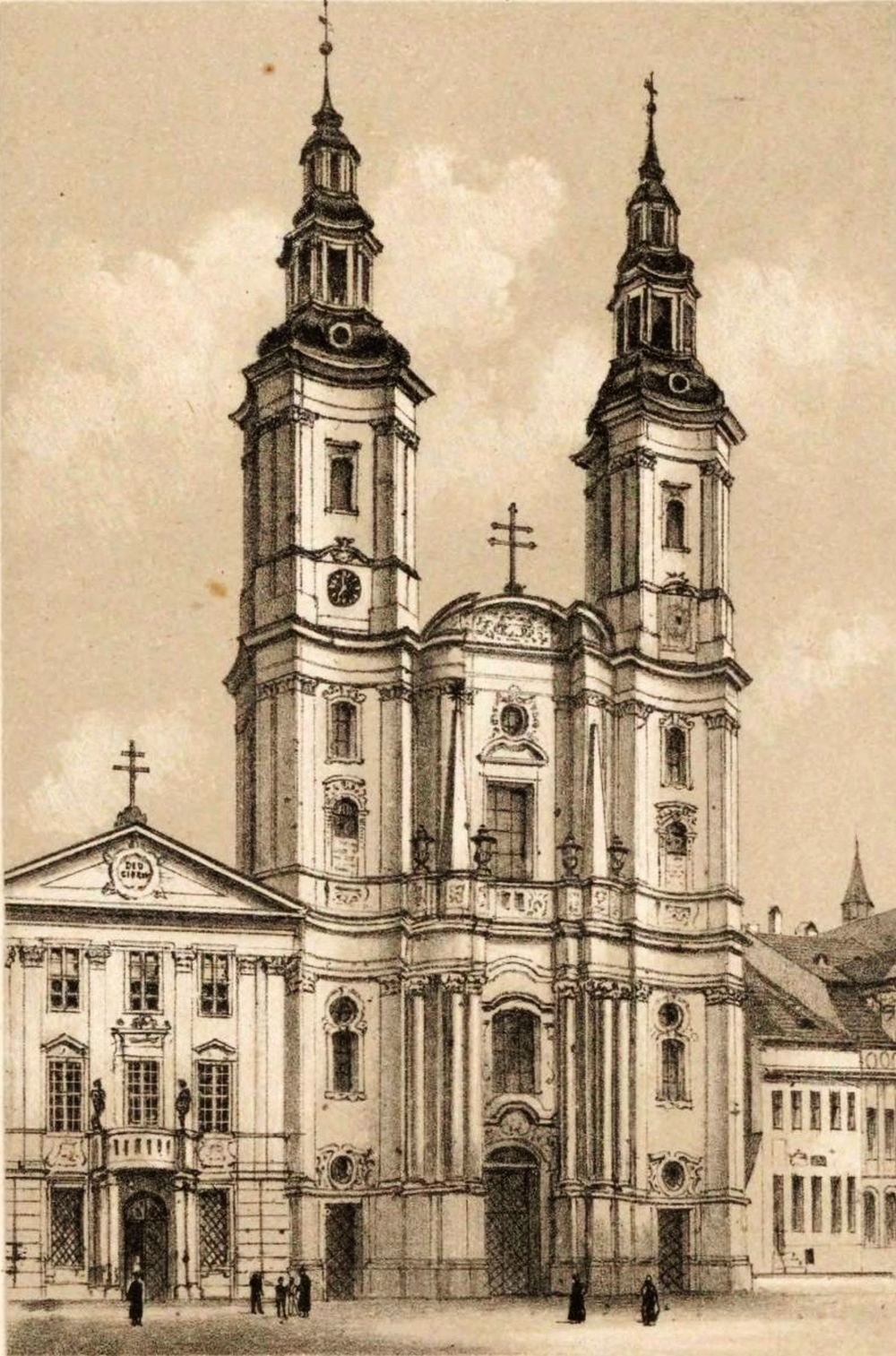
A igreja de São João Baptista em Legnica - litografia de Robert Geissler, cerca de 1866-1893

A igreja de São João Baptista em Legnica – igreja barroca em Legnica construída na primeira metade do século XVIII.

## História
Os inícios da igreja estão datados ao tempo do rei Casimiro I da Polónia o Restaurador. Em 1284 já pertenceu aos franciscanos. Em 1294 foi iniciada a construção do templo de tijolo da fundação do príncipe Henrique V Barrigudo como também de burguesia. Este objeto foi engrandecido cerca de 1341 graças ao apoio de Venceslau I de Legnica. Em 1522 os protestantes assumiram o controle sobre o templo. Desde de 1548 tornou-se a igreja enterra e foram trazidas aqui cadáveres e lápides de príncipes das outras igrejas que estavam destruídas no século XVI nos terrenos de Legnica. Desde 1566 tornou-se a igreja calvinista quando os últimos Piastas Silesianos mudaram a fé. Nos anos 1677-1679 o presbitério da igreja foi mudado para mausoléu da família real pela princesa Luísa, a mãe do último Piasta Silesiano, João Guilherme.
Durante a Contrarreforma o objeto foi dado aos Jesuítas que nos anos 1700-1706 emergiram o seu colégio na parte occidental. Em 1714 foi demolida a igreja velha por causa da má condição. Só foi preservado o presbitério do mausoléu dos Piastas. O templo atual foi construído nos anos 1714-1727 em vez da igreja velha.
O objeto foi a parte, no século XVIII, dos edifícios do colégio jesuíta. Ficou destruído gravemente durante o desabamento em 1744 quando, em resultado dos erros na construção, despencou o telhado e a abóbada da nave. Reconstruído no início do século XIX serviu como o templo da paróquia católica em Legnica. Em 1947 foi dado com os edifícios monásticos aos franciscanos que renovaram danificadas bélicas. Em 1966 foi destruído por fogo entre outros telhados da torre occidental (renovado em 1978). Nos anos 1960 e 1970 do século XX foi renovado completamente. Em 1969 do lado occidental foi adicionada sacristia maior, em 1979 foi renovado o interior. Nos anos 1981-1982 foi restaurada a fachada e o telhado foi coberto por placas de cobre.

## Descrição
A igreja barroca construída no plano de retângulo. Com a fachada monumental de duas torres do lado sul e a abside hemisférica do norte. O interior do templo tem 60 m de comprimento, 30 m de largura e 25 m de altitude da nave.
O interior da igreja tem esquema de sala com a linha de capelas abertas ao interior. O altar principal na igreja vem de 1880-1881 e foi feito no estilo neo-renascentista. Está completado pelos monumentos e esculturas do século XVIII. Os altares laterais do templo ficam nas capelas e vem de igrejas monásticas de bernardinos e beneditinos em Legnica. O púlpito está no estilo barroco do século XVIII, órgãos de 1858, pia batisal de 1912.

A parede oriental adere o presbitério antigo da igreja gótica calvinista, que desde do século XVI cumpriu uma função da necrópole dos Piastas e nos anos 1677-1679 foi reconstruído da fundação de Luísa Anhalcka ao mausoléu dos últimos príncipes de Legnica e Brzesko. 

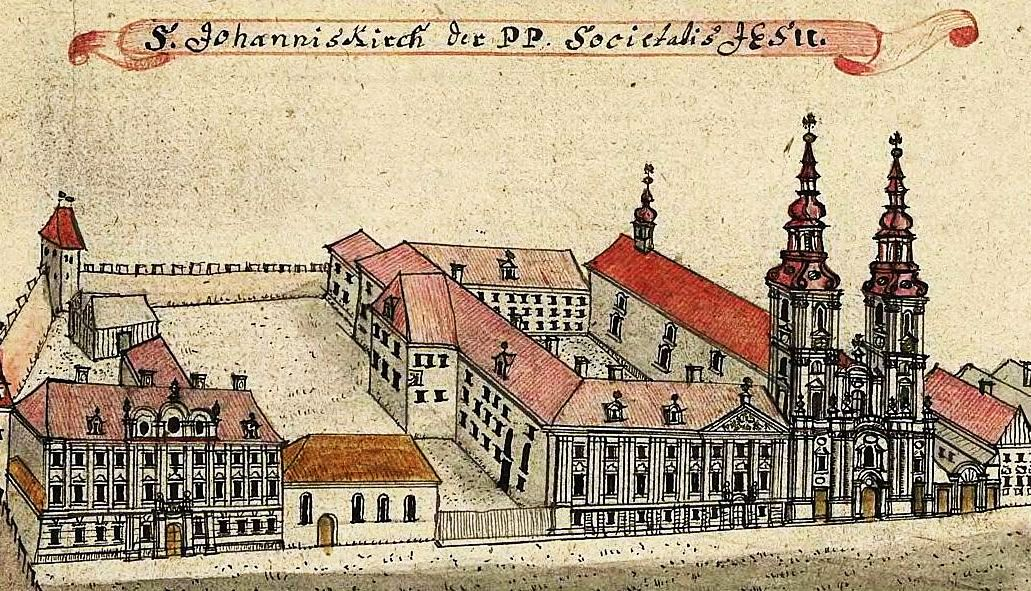
Igreja de São João Baptista colégio jesuíta no desenho de Friedrich Bernhard Werner, cerca de 1750-1775
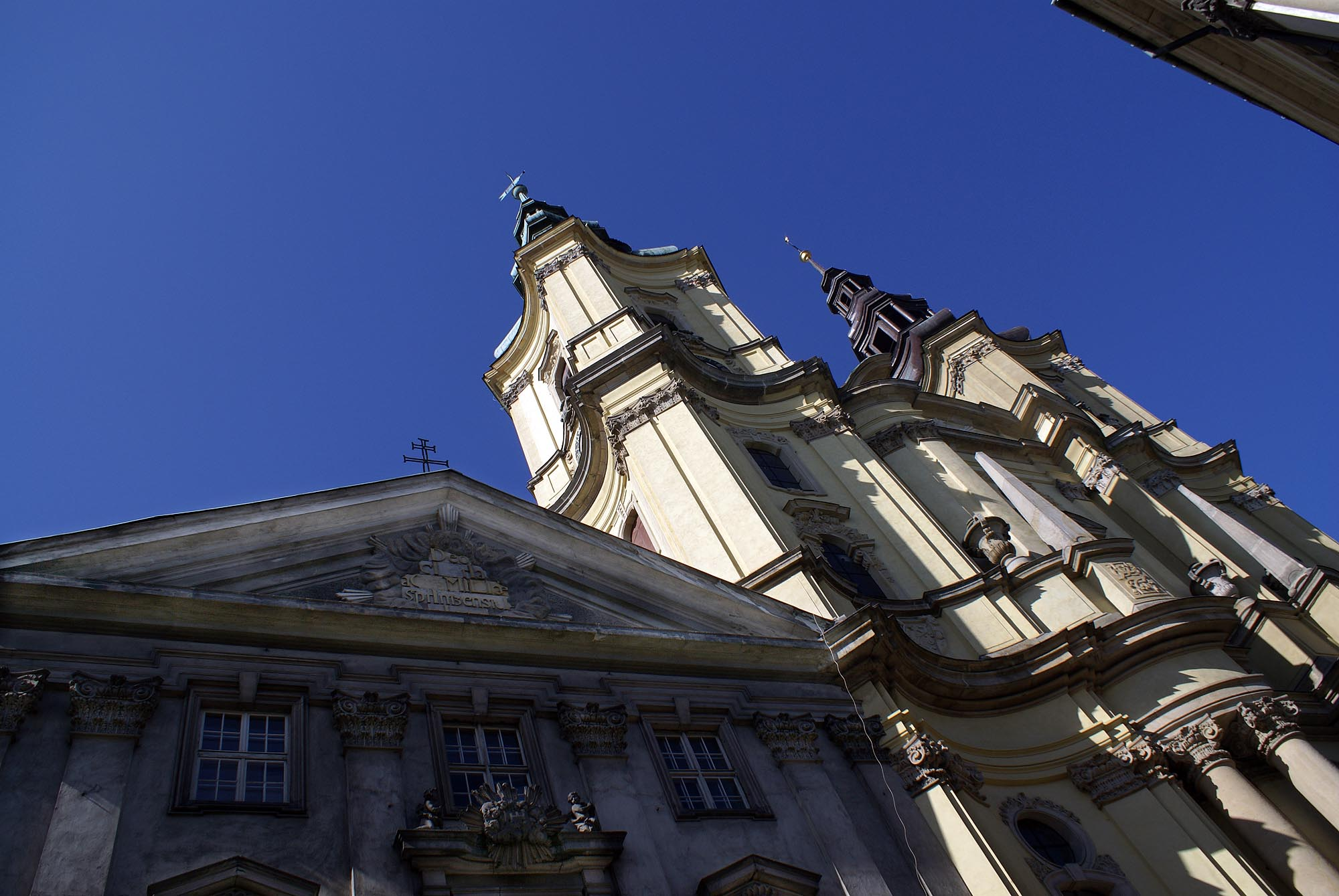
Fachada barroca do templo - vista atual